# Барон Черчилль
Барон Черчилль (англ. Baron Churchill) из Вичвуда в графстве Оксфордшир — титул пэра Соединённого королевства, носят представителя ветви семьи Спенсер.
Титул барона Черчилля из Вичвуда (графство Оксфордшир) был создан в Пэрстве Соединённого королевства в 1815 году для лорда Фрэнсиса Спенсера (1779—1845), младшего сына Джорджа Спенсера, 4-го герцога Мальборо. Ранее он представлял интересы Оксфордшира в Палате общин Великобритании (1801—1815).
С 1902 года по 2017 год баронство было вспомогательным титулом виконтства Черчилль. Титул виконта Черчилля из Роллстона в графстве Лестершир, который был создан в пэрстве Соединённого королевства 15 июля 1902 года для внука первого барона политика-консерватора Виктора Спенсера, 2-го барона Черчилля (1864—1934). В 1934 году титул унаследовал Виктор Александр Спенсер, 2-й виконт Черчилль (1890—1973), его младший сын от первого брака леди Верены Мод Лоутер (1865—1938). В 1973 году после смерти бездетного Виктора Александра Спенсера его титул унаследовал младший единокровный брат Виктор Джордж Спенсер, 3-й виконт Черчилль (1934—2017), сын 1-го виконта Черчилля от второго брака с Кристин Макрей Синклер (1895—1972). Виконтство угасло в 2017 году после смерти младшего сына первого виконта, третьего виконта.
Баронство было унаследовано троюродным братом последнего виконта, когда оно угасло, правнуком генерала достопочтенного сэра Огастеса Альмерика Спенсера, который был третьим сыном 1-го барона Черчилля. Будучи потомком четвёртого герцога Мальборо, он также остался в этом пэрстве и его вспомогательных титулах.

## Бароны Черчилль (1815)
- 1815—1845: Фрэнсис Алмерик Спенсер, 1-й барон Черчилль (26 декабря 1779 — 10 марта 1845), младший (третий) сын Джорджа Спенсера, 4-го герцога Мальборо;
- 1845—1886: Фрэнсис Джордж Спенсер, 2-й барон Черчилль (6 октября 1802 — 24 ноября 1886), старший сын предыдущего;
- 1886—1934: Виктор Альберт Френсис Чарльз Спенсер, 3-й барон Черчилль (23 октября 1864 — 3 января 1934), единственный сын предыдущего, с 1902 года — виконт Черчилль.

## Виконты Черчилль (1902)
- 1902—1934: майор Виктор Альберт Фрэнсис Чарльз Спенсер, 1-й виконт Черчилль (23 октября 1864 — 3 января 1934), сын 2-го барона Черчилля;
- 1934—1973: майор Виктор Александер Спенсер, 2-го виконт Черчилль (2 августа 1890 — 21 декабря 1973), второй сын предыдущего от первого брака;
- 1973—2017: Виктор Джордж Спенсер, 3-й виконт Черчилль (31 июля 1934 — 24 октября 2017)[4], единственный сын 1-го виконта Черчилля от второго брака.

## Бароны Черчилль (1815), восстановлен
- 2017—2020: Ричард Гарри Рамсей Спенсер, 6-й барон Черчилль (11 октября 1926 — 19 октября 2020)[3], троюродный племянник 3-го виконта Черчилля и 5-го барона Черчилля. Он является старшим сыном полковника Ричарда Огастеса Спенсера (1888—1956) и правнуком генерала сэра Огастеса Альмерика Спенсера (1808—1893), третьего сына первого барона Черчилля;
- 2020 — по настоящее время:  Майкл Ричард де Шаррьер Спенсер, 7-й барон Черчилль (род. 9 ноября 1960), старший сын предыдущего;
  - Наследник титула: достопочтенный Дэвид Энтони де Шаррьер Спенсер (род. 1970), младший брат предыдущего.